# Говард Тейлор (тенісист)
Говард Тейлор (англ. Howard Taylor; 23 листопада 1865 — 26 листопада 1920) — колишній американський тенісист.
Перемагав на турнірах Великого шолома в парному розряді.
Завершив кар'єру 1890 року.

## Фінали турнірів Великого шолома

### Одиночний розряд (1 поразка)
| Результат | Рік  | Турнір        | Покриття | Суперник    | Рахунок            |
| --------- | ---- | ------------- | -------- | ----------- | ------------------ |
| Поразка   | 1884 | Чемпіонат США | Трава    | Річард Сірс | 0–6, 6–1, 0–6, 2–6 |

### Парний розряд (1–2)
| Результат | Рік  | Турнір        | Покриття | Партнер       | Суперники                      | Рахунок                 |
| --------- | ---- | ------------- | -------- | ------------- | ------------------------------ | ----------------------- |
| Поразка   | 1886 | Чемпіонат США | Трава    | Ґодфрі Брінлі | Джеймс Двайт Річард Сірс       | 5–7, 8–6, 5–7, 4–6      |
| Поразка   | 1887 | Чемпіонат США | Трава    | Генрі Слоукам | Джеймс Двайт Річард Сірс       | 4–6, 6–3, 6–2, 3–6, 3–6 |
| Перемога  | 1889 | Чемпіонат США | Трава    | Генрі Слоукам | Валентайн Голл Олівер Кемпбелл | 14–12, 10–8, 6–4        |